# الکسی لالاس
الکسی لالاس (انگلیسی: Alexi Lalas؛ زادهٔ ۱ ژوئن ۱۹۷۰) یک بازیکن فوتبال اهل ایالات متحده آمریکا است.
از باشگاه‌هایی که در آن بازی کرده‌است می‌توان به نیوانگلند رولوشن، پادوا، باشگاه فوتبال نیویورک رد بولز، باشگاه فوتبال اسپورتینگ کانزاس‌سیتی، و باشگاه فوتبال لس‌آنجلس گلکسی اشاره کرد.
وی همچنین در تیم ملی فوتبال ایالات متحده آمریکا بازی کرده‌است.